# Станіславиці (Малопольське воєводство)
Станіславиці (пол. Stanisławice) — село в Польщі, у гміні Бохня Бохенського повіту Малопольського воєводства.
Населення — 1421 особа (2011).
У 1975-1998 роках село належало до Краківського воєводства.

## Демографія
Демографічна структура станом на 31 березня 2011 року:
|          | Загалом | Допрацездатний вік | Працездатний вік | Постпрацездатний вік |
| -------- | ------- | ------------------ | ---------------- | -------------------- |
| Чоловіки | 684     | 161                | 456              | 67                   |
| Жінки    | 737     | 131                | 449              | 157                  |
| Разом    | 1421    | 292                | 905              | 224                  |